# Jiří Lundák
Jiří Lundák   (Praga, 31 d'agost de 1939) és un remer txec, ja retirat, que va competir sota bandera de Txecoslovàquia durant la dècada de 1960.
El 1960 va prendre part en els Jocs Olímpics d'Estiu de Roma, on guanyà la medalla de bronze en la prova del vuit amb timoner del programa de rem. Quatre anys més tard, als Jocs de Tòquio, revalidà la medalla de bronze en mateixa prova. En el seu palmarès també destaca una medalla de bronze al Campionat d'Europa de rem de 1963.